# 路一鸣
路一鸣（1974年3月16日—），辽宁沈阳人，毕业于西安交通大学，曾为中国中央电视台法制频道主持人。

## 早年经历
1974年，路一鸣出生于辽宁省沈阳市。1992年，考入西安交通大学。1996年，毕业于西安交通大学管理学院信息管理专业。1999年，获西安交通大学战略与决策研究所硕士学位。

## 作品
- 2000年，路一鸣被选入中国中央电视台《三星智力快车》当主持人。[1]
- 2001年，路一鸣担任《商界名家》主持人。[1]
- 2002年，路一鸣担任《对话》主持人。[1]
- 2004年，路一鸣担任《交叉火力》主持人。[1]
- 2004年年底，路一鸣担任《道德观察》主持人。[1]
- 2006年，路一鸣兼任《一鸣论道》的主持人。[1]

## 奖项
- 1996年，路一鸣荣获“第二届中国名校辩论邀请赛”冠军、最佳辩手称号[1]
- 1998年，路一鸣荣获“中国中央电视台全国大专辩论会”冠军、优秀辩手称号[1]
- 1999年，路一鸣荣获中国中央电视台及新加坡电视机构联合主办“国际大专辩论会”华裔组冠军、最佳辩手称号[1]